# Vanessa Krüger
Vanessa Krüger (* 17. März 1991 in Berlin) ist eine deutsche Schauspielerin.

## Biografie
Vanessa Krüger wuchs in Berlin auf. Schon im Alter von drei Jahren war es ihr Wunsch, Schauspielerin zu werden. Mit 13 Jahren bewarb sie sich bei einer Schauspielschule in Berlin. Ab demselben Jahr ließ sie sich von einer Schauspielagentur vertreten, die ihr sofort das Engagement in einem Kurzfilm der DFFB vermittelte. Nachdem sie dort erste Erfahrungen sammelte, drehte sie im August 2005 beim  Kinofilm Französisch für Anfänger mit, der auf Platz 4 der deutschen Kinocharts landete. Im Jahr 2006 spielte sie an der Seite von Ulrich Tukur, Claudia Michelsen und Tobias Moretti in 42plus auf der italienischen Insel Ischia. Im November 2006 stand sie für die deutsche Produktion Alles Lüge – Auf der Suche nach Rio Reiser vor der Kamera, unter anderem mit Jana Pallaske. 2007 war sie in 42plus als halbwüchsige Tochter von Claudia Michelsens und Ulrich Tukurs Hauptfiguren zu sehen.
Bis zum Jahr 2011 spielte Krüger weitere Rollen in Fernseh- und Kinofilmen, seitdem ist sie nicht mehr schauspielerisch in Erscheinung getreten.

## Filmografie
- 2006: Französisch für Anfänger – Regie: Christian Ditter
- 2007: 42plus – Regie: Sabine Derflinger
- 2007: Alles Lüge – Auf der Suche nach Rio Reiser – Regie: Barbara Teufel
- 2009: Unverwundbar (Kurzfilm) – Regie: Felice Götze
- 2009: Rosa Roth – Das Mädchen aus Sumy – Regie: Carlo Rola
- 2009: Sterne über dem Eis – Regie: Sigi Rothemund
- 2009: Gemeinsam einsam (Kurzfilm) – Regie: Lars Kornhoff
- 2010: Philipp (Kurzfilm) – Regie: Fabian Möhrke
- 2010: Tatort – Hilflos – Regie: Hannu Salonen
- 2011: Sie hat es verdient – Regie: Thomas Stiller
- 2011: Der Preis – Regie: Elke Hauck
- 2011: Von Mäusen und Lügen – Regie: Sibylle Tafel